# Convoi HX 5
Le convoi HX 5 est un convoi passant dans l'Atlantique nord, pendant la Seconde Guerre mondiale. Il part de Halifax au Canada le 17 octobre 1939 pour différents ports du Royaume-Uni. Il arrive à Liverpool le 29 octobre 1939.

## Composition du convoi
Ce convoi est constitué de 16 cargos :
- Royaume-Uni : 15 cargos
- France : 1 cargo

## L'escorte
Ce convoi est escorté en début de parcours par :
- les destroyers canadiens : HMCS St. Laurent et HMCS Fraser (en)
- le croiseur léger britannique : HMS Emerald
- le croiseur lourd britannique : HMS York

## Le voyage
Le HMCS St. Laurent rentre le 18 octobre suivi du HMCS Fraser et du HMS York le lendemain. Le HMS Emerald escorte le convoi tout le long du voyage. À l'approche des côtes anglaises, le 28 octobre 1939, les destroyers HMS Gallant, HMS Grafton et HMS Wessex (en) escortent le convoi.
Néanmoins, le convoi est attaqué par le sous marin U 34 le 29 octobre 1939. Deux torpilles sont lancées. Il coule le cargo britannique Malabar (49° 57′ N, 7° 37′ O). 5 personnes trouvent la mort dans le naufrage. Les 70 personnes survivantes sont recueillis par le HMS Grafton.
Un des cargos (Cairnmona) a été coulé après la dispersion du convoi le 30 octobre 1939 par le sous marin allemand U 13 (57° 38′ N, 1° 45′ O).